# Maria Adelaide Aglietta
Pour les articles homonymes, voir Aglietta.
Maria Adelaide Aglietta, née le 4 juin 1940 à Turin et morte le 20 mai 2000 à Rome, est une femme politique italienne.

## Biographie
Membre du Parti radical, puis des Verts Arc-en-ciel et de la Fédération des Verts, elle siège à la Chambre des députés de 1979 à 1983, de 1983 à 1986 et de 1987 à 1990. Elle siège au Parlement européen de 1989 à 1999.